# Joseph Fiennes
Joseph Alberic Fiennes (Salisbury, 1970. május 27. –) brit színész, Ralph Fiennes öccse.
Kritikailag legsikeresebb alakítása az 1998-as Szerelmes Shakespeare című vígjáték-drámában volt, melyben a címszereplő megformálásáért BAFTA- és Screen Actors Guild-jelöléseket kapott. Feltűnt az Amerikai Horror Story: Zártosztály és A szolgálólány meséje című televíziós sorozatokban is, utóbbival Primetime Emmy-díj-ra jelölték.

## Fiatalkora
Fiennes Salisburyben született, de az írországi West Corkban nőtt fel. Édesanyja a regényíró Jennifer Lash (Jini Fiennes), édesapja Mark Fiennes fényképész hét gyermeke közül ő a legfiatalabb. Bátyjához, Ralph-hoz hasonlóan ő is színpadon kezdte a karrierjét.
Miután otthagyta a művészeti iskolát, a Young Vic Youth Theatre-rel dolgozott. A tanulást a Music and Drama Guildhall School intézményben folytatta. Első színpadi megjelenése a West Enden volt a The Woman Black című darabban.

## Pályafutása
1996-ban debütált a televízióban a Tétova szív című tévéfilmmel. Ugyanebben az évben jött az áttörés első filmszerepével, a Lopott szépség című romantikus drámával. 1998-ban két filmben is megjelent, amit Oscar-díjra jelöltek: Elizabeth és Szerelmes Shakespeare. Utóbbival William Shakespeare megformálásáért legjobb férfi főszereplő kategóriákban BAFTA- és Screen Actors Guild-díjakra jelölték.
2001-ben egy második világháborús filmdráma, az Ellenség a kapuknál szereplője volt. 2003-ban a Szindbád – A hét tenger legendája című animációs kalandfilmben kölcsönözte hangját. Ugyanebben az évben játszott a Luther, majd 2004-ben A velencei kalmár című filmdrámákban. 2006-ban a Kés, villa, olló, 2007-ben a Goodbye Bafana című drámában volt látható. 2008-ban a Menekülők és A vörös báró című filmekben szerepelt. 2009-ben Árral szemben című filmdrámában kapott szerepet.
2009 őszétől a FlashForward – A jövő emlékei című ABC-sorozatot kezdte forgatni, melyben a következő évig volt látható. 2011-ben a Camelot című tízrészes sorozatban formálta meg a varázsló Merlint. 2012–2013 között a Amerikai Horror Story: Zártosztály szereplőgárdájának tagja volt, tíz epizód erejéig. Ezt követte 2017-ben A szolgálólány meséje, melyben egészen 2021-ig alakította Fred Waterford parancsnokot. A szerepért egy alkalommal Primetime Emmy-díjra jelölték legjobb férfi mellékszereplő (drámasorozat) kategóriában.

## Magánélete
2009-ben feleségül vette María Dolores Diéguez svájci modellt, két lányuk született.[forrás?]

## Filmográfia

### Film
| Év   | Magyar cím                       | Eredeti cím                               | Szerep                      | Magyar hang          |
| ---- | -------------------------------- | ----------------------------------------- | --------------------------- | -------------------- |
| 1996 | Lopott szépség                   | Stealing Beauty                           | Christopher Fox             | Széles Tamás         |
| 1998 | Három férfi és egy nő            | Martha, Meet Frank, Daniel and Laurence   | Laurence                    | Széles Tamás         |
| 1998 | Elizabeth                        | Elizabeth                                 | Robert Dudley gróf          | Széles Tamás         |
| 1998 | Szerelmes Shakespeare            | Shakespeare in Love                       | William Shakespeare         | Széles Tamás         |
| 1999 | Holtodiglan                      | Forever Mine                              | Manuel Esquema / Alan Riply | Németh Kristóf       |
| 2000 |                                  | Rancid Aluminum                           | Sean Deeny                  |                      |
| 2001 | Ellenség a kapuknál              | Enemy at the Gates                        | Danyilov komisszár          | Széles Tamás         |
| 2001 |                                  | Dust                                      | Elijah                      |                      |
| 2002 |                                  | Leo                                       | Stephen                     |                      |
| 2002 | Magassági mámor                  | Killing Me Softly                         | Adam Tallis                 | Bozsó Péter          |
| 2003 | Szinbád – A hét tenger legendája | Sinbad: Legend of the Seven Seas          | Proteus (hangja)            | Széles Tamás         |
| 2003 | Luther                           | Luther                                    | Luther Márton               | Viczián Ottó         |
| 2004 | A velencei kalmár                | The Merchant of Venice                    | Bassanio                    | Viczián Ottó         |
| 2005 | A nagy mentőakció                | The Great Raid                            | Gibson őrnagy               | Czvetkó Sándor       |
| 2005 | Lélektől lélekig                 | Man to Man                                | Jamie Dodd                  | Szabó Sipos Barnabás |
| 2006 | Kés, villa, olló                 | Running with Scissors                     | Neil Bookman                | Rába Roland          |
| 2006 | Darwin-díj – Halni tudni kell!   | The Darwin Awards                         | Michael Burrows             | Viczián Ottó         |
| 2007 | Goodbye Bafana                   | Goodbye Bafana                            | James Gregory               | Széles Tamás         |
| 2008 | Menekülők                        | The Escapist                              | Lenny Drake                 | Varga Gábor          |
| 2008 | A vörös báró                     | The Red Baron                             | Arthur Roy Brown            | Lux Ádám             |
| 2008 |                                  | You Me and Captain Longbridge (rövidfilm) | narrátor                    |                      |
| 2008 |                                  | Spring 1941                               | Artur Planck                |                      |
| 2009 | Árral szemben                    | Against the Current                       | Paul Thompson               | Varga Gábor          |
| 2014 |                                  | The Games Maker                           | Morodian                    |                      |
| 2014 | Herkules                         | Hercules                                  | Eurüsztheusz király         | Széles Tamás         |
| 2015 |                                  | Strangerland                              | Matthew Parker              |                      |
| 2016 | Feltámadás                       | Risen                                     | Clavius                     | Széles Tamás         |
| 2016 | A sasok szárnya                  | On Wings of Eagles                        | Eric Liddell                | Magyar Bálint        |
| 2023 | Anya                             | The Mother                                | Adrian Lovell               | Széles Tamás         |

### Televízió
| Év        | Magyar cím                         | Eredeti cím                     | Szerep                     | Megjegyzések                                |
| --------- | ---------------------------------- | ------------------------------- | -------------------------- | ------------------------------------------- |
| 1996      | Tétova szív                        | The Vacillations of Poppy Carew | Willy                      | - tévéfilm - magyar hangja: - Széles Tamás  |
| 2008      |                                    | Pretty/Handsome                 | Bob Fitzpayne              | eladatlan próbaepizód                       |
| 2009–2010 | FlashForward – A jövő emlékei      | FlashForward                    | Mark Benford               | 22 epizód                                   |
| 2011      | Camelot                            | Camelot                         | Merlin                     | - 10 epizód - magyar hangja: - Széles Tamás |
| 2012–2013 | Amerikai Horror Story: Zártosztály | American Horror Story: Asylum   | Monsignor Timothy Howard   | 10 epizód                                   |
| 2017      | Városi legendák                    | Urban Myths                     | Michael Jackson            | 1 epizód                                    |
| 2017–2021 | A szolgálólány meséje              | The Handmaid's Tale             | Fred Waterford parancsnok  | 36 epizód                                   |
| 2019      |                                    | Fiennes: Return to the Nile     | önmaga                     | 3 epizód                                    |
| 2019      |                                    | Sherwood                        | Nottingham bírája (hangja) | 6 epizód                                    |

## Fontosabb díjai és jelölései
Szerelmes Shakespeare
- jelölve – BAFTA-díj a legjobb férfi főszereplőnek (1999)
- jelölve – MTV Movie Award a legjobb áttörést hozó férfi alakításért (1999)
- megnyert díj – MTV Movie Award a legjobb csókért (Gwyneth Paltrowval, 1999)
- jelölve – Screen Actors Guild-díj a legjobb férfi főszereplőnek (1999)
- megnyert díj – Screen Actors Guild-díj a legjobb szereplőgárdának (mozifilm) (1999)

## Fordítás
- Ez a szócikk részben vagy egészben  a   Joseph Fiennes című angol Wikipédia-szócikk fordításán alapul.  Az eredeti cikk szerkesztőit annak laptörténete sorolja fel. Ez a jelzés csupán a megfogalmazás eredetét és a szerzői jogokat jelzi, nem szolgál a cikkben szereplő információk forrásmegjelöléseként.